# لئون-پل فارگ
لئون-پل فارگ (به فرانسوی: Léon-Paul Fargue) نویسنده و شاعر قرن نوزدهم میلادی اهل فرانسه است.

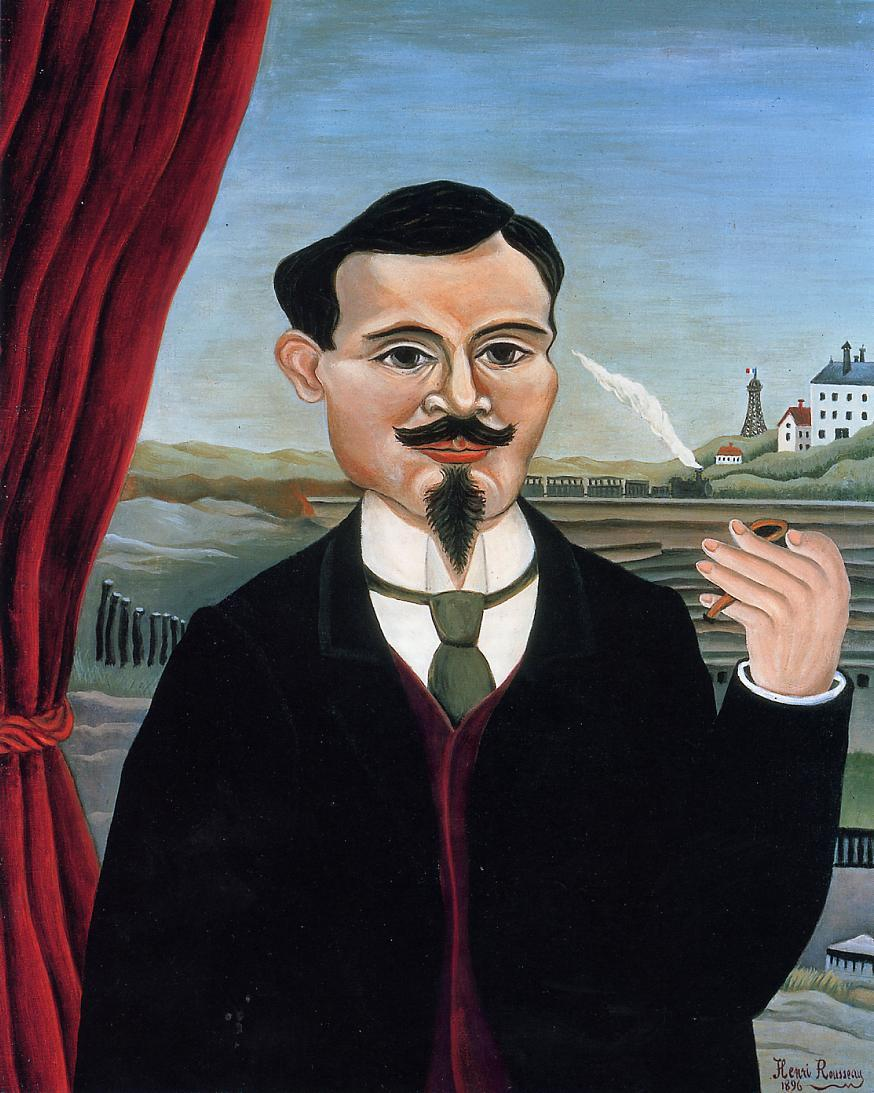
پرتره‌ای از لئون-پل فارگ، اثر انری روسو.